# Plautilla
Publia Fulvia Plautilla, geboortejaar onbekend, dood circa 211, was echtgenote van keizer Caracalla en keizerin van Rome van 202 tot 205.
De vader van Plautilla, Gaius Fulvius Plautianus, kwam uit dezelfde geboorteplaats, de Noord-Afrikaanse stad Leptis Magna (ook Lepcis Magna) als Septimius Severus, en was sinds 197 prefect van de pretoriaanse garde. Als zodanig reisde hij mee met de keizer. Hij had hem overreed om zijn oudste zoon Caracalla te laten trouwen met Plautilla. De bruiloft vond plaats in 202 in ongekende pracht en praal en Plautilla werd na haar bruiloft de titel Augusta toegekend. Het jong getrouwde stel wilde echter niets met elkaar te maken hebben en weigerde zelfs de eettafel met elkaar te delen.
Plautianus gebruikte de bruiloft waarschijnlijk om zijn eigen positie nog meer te verbeteren. In 203 was hij consul. Hij had zich verrijkt met het innen van de belastingen op de graanbevoorrading, had door het hele rijk standbeelden van zichzelf laten oprichten die groter waren dan die van de keizer (en waar hij problemen mee kreeg). Maar een sterfbed-getuigenis van Severus' broer, Publius Septimius Geta, werd hem fataal. Volgens die getuigenis zou Plautianus aan soldaten van de garde hebben gevraagd om Severus en Caracalla te vermoorden. Op 22 januari 205 werd Plautianus op het paleis ontboden en onder het toeziend oog van Severus en Caracalla door soldaten vermoord.
Caracalla scheidde onmiddellijk van Plautilla en liet haar naar Lipari, een vulkanisch eiland bij Sicilië, verbannen. Daar werd zij, vlak na Geta's dood, eind december 211 vermoord.